# Böhmisches Salbüchlein
Das Böhmische Salbüchlein (auch Luxemburgisches Salbuch) ließ Kaiser Karl IV. in den Jahren 1366 bis 1368 anlegen.
Darin aufgezeichnet sind die Orte Neuböhmens mit ihrem abgabefähigen Besitz.

## Entstehung
Seit seiner Heirat im Jahr 1349 mit Anna von der Pfalz, einer Adligen aus dem Geschlecht der Wittelsbacher, begann Karl IV. Ländereien in der Oberpfalz zu erwerben.
Dabei strebte er möglichste Geschlossenheit des Gebietes an.
1355 gliederte er dieses neu erworbene Gebiet der böhmischen Krone an.
Zu dieser Zeit gab es für dieses Gebiet die Bezeichnungen Bavaria trans silvam Boemicalem (1357) und allen unsern haubtluten vnd amtluten uff yenseit des Behemischen waldes (1363).
Der Begriff Neuböhmen für dieses Gebiet stammt erst aus dem 18. Jahrhundert.
Das Gebiet umfasste einen großen Teil der nördlichen Oberpfalz bis hin nach Nürnberg.
Seine Haupt und Residenzstadt war Sulzbach.
Im Böhmischen Salbüchlein ließ Karl IV. in den Jahren 1366 bis 1368 alle Ortschaften dieses Gebietes mit ihrer Besiedelung und ihren Abgaben sehr gründlich und genau aufzeichnen.

## Anliegen
Anliegen des Böhmischen Salbüchlein war es die Wirtschafts- und Kampfkraft des neu erworbenen Gebietes genau zu erfassen.
Eingetragen wurden die Abgabenleistungen, die Abgabenempfänger, die verantwortlichen Beamten und Ämter.
Außerdem wurden auch Rechte und Pflichten der Untertanen im Einzelnen erfasst.
Die Mannschaften, Soldaten, Offiziere, Tross, Pferde und Bewaffnung wurden ebenfalls aufgeführt.
Es wurden aufgezeichnet die Besatzung der einzelnen landesherrlichen Burgen, ihre Ausstattung mit Waffen, die herrschaftlichen Eigenleute.
Ebenso enthielt es Listen über Warengüter, über verschiedene Geleitsstätten an der Straße von Nürnberg nach Böhmen.
Für Märkte und Städte war die Zahl der Bürgerhäuser verzeichnet.
Das Salbüchlein war dazu bestimmt, die herrschaftlichen Güter und Einkünfte, Rechte und Ansprüche festzuhalten und damit erst eine planmäßige Verwaltung und Steuererhebung zu ermöglichen.

## Behandeltes Gebiet
Das im Böhmischen Salbüchlein behandelte Gebiet erstreckte sich im Osten bis Tachau, im Westen bis Erlangen, im Norden bis Frankenberg und im Süden bis Rasch.
Etwas außerhalb des Hauptgebietes lagen nördlich die Gerichtsstätte Luchsenbruck, westlich Wilhermsdorf und südlich Trüdingen und Heideck.
Von Westen nach Osten zog sich durch dieses in Ost-West-Richtung langgestreckte Gebiet die Goldene Straße.
Zur genauen Beschreibung des behandelten Gebietes:

## Bedeutung für die moderne Geschichtswissenschaft
Für viele Ortschaften des betroffenen Gebietes bedeutet das Böhmische Salbüchlein ihre Erstnennung.
Bei zahlreichen von ihnen war die Besiedelung 1366 bereits abgeschlossen und unterschied sich nicht oder nur wenig von der heutigen Besiedelung.
Viele Ortschaften und Wüstungen werden genannt, die im Laufe der Zeit verschwanden und von denen wir ohne dieses Dokument heute keine Kenntnis mehr hätten.
Auch Siedlungsbewegungen wurden dokumentiert.
Große Bedeutung kommt der Arbeit von Fritz Schnelbögl zu, der das handgeschriebene Böhmische Salbüchlein in Druckform herausgab zusammen mit Erläuterungen, einem Register und einem Glossar für die altertümlichen Worte, Bezeichnungen und Maßeinheiten.
Dieses wichtige Werk ist heute (2019) nur noch antiquarisch erhältlich oder als Digitalisat bei der Bayerischen Staatsbibliothek.

## Beschreibung des Salbüchleins
Das Böhmische Salbüchlein besteht aus 153 handbeschriebenen Seiten.
5 Seiten davon sind unbeschrieben.
Die Seiten sind 210 mm hoch und 151 mm breit.
Ursprünglich wurde es ungebunden aufbewahrt.
Erst Ende des 19. oder Anfang des 20. Jahrhunderts bekam es einen Einband, bei dem vorne und hinten je 4 weiße Vorsatzblötter hinzugefügt wurden.
Von der ursprünglichen Handschrift sind die Blätter 1 bis 4 und 11 bis 14 verlorengegangen.
Auch jeweils ein Blatt zwischen den Seiten 21 und 22 und den Seiten 140 und 142 fehlt.
Das vorhandene Blatt 141 wurde später nachgetragen.
Abgesehen davon ist das gesamte Buch von einer Hand geschrieben auf einheitlichem Papier mit Wasserzeichen.

## Geschichte des Salbüchleins
Das Böhmische Salbüchlein wurde in den Jahren 1366 bis 1368 in Sulzbach erstellt und aufbewahrt.
Danach gelangte es nach Auerbach in der Oberpfalz, das 1343 Hauptstadt von Neuböhmen wurde.
Im Jahr 1400 eroberte König Ruprecht von der Pfalz die Stadt Auerbach.
Das Böhmische Salbüchlein lag nun versteckt im Auerbacher Rathaus.
Von dort wurde es an die Regierung in Amberg verliehen, die es nicht mehr zurückgab.
Es lagerte dann in der kuroberpfälzischen Rentkammer Amberg, Schublade 17, Nummer 62, wie aus einer Signatur des 17. Jahrhunderts zu entnehmen ist.
Im Zuge der Zentralisierung des bayerischen Archivwesens gelangte es wahrscheinlich im 19. Jahrhundert nach München.
Bis 1995 lag das Original des Böhmischen Salbüchleins im Hauptstaatsarchiv München.
Seit 1995 befindet es sich im Staatsarchiv Amberg.